# Stadio Alberto Braglia
Het Stadio Alberto Braglia is een voetbalstadion in Modena, dat plaats biedt aan 21.151 toeschouwers. Vaste bespeler is Modena. Ook US Sassuolo speelde zijn wedstrijden in dit stadion van 2008 tot 2013, totdat het naar de Serie A promoveerde en het Stadio Città del Tricolore in gebruik nam. In 2011 werd er een Europa League-wedstrijd tussen Juventus en Shamrock Rovers afgewerkt. Op 27 november 2010 speelden Italië en Fiji er een internationale rugbywedstrijd. Tijdens het Serie A-seizoen 2015/16 zal Carpi FC 1909 er haar thuiswedstrijden spelen, aangezien het Stadio Sandro Cabassi niet aan de eisen voldoet.

## Interlands
| 1 | 21 november 2007  | Italië – Faeröer | 3 – 1 | Kwalificatie EK 2008 | 16.142 |
| 2 | 3 juni 2011       | Italië – Estland | 3 – 0 | Kwalificatie EK 2012 | 19.434 |
| 3 | 11 september 2012 | Italië – Malta   | 2 – 0 | Kwalificatie WK 2014 | 18.000 |

Giuseppe Meazza (AC Milan/Inter Milan) ·
Olimpico (AS Roma/SS Lazio) ·
Atleti Azzuri (Atalanta Bergamo) ·
Renato Dall'Ara (Bologna) ·
Giovanni Zini (Cremonese) ·
Carlo Castellani (Empoli) ·
Artemio Franchi (Fiorentina) ·
Marcantonio Bentegodi (Hellas Verona) ·
Allianz Stadium (Juventus) ·
Via del Mare (Lecce) ·
Brianteo (Monza) ·
Diego Armando Maradona (Napoli) ·
Arechi (Salernitana) ·
Luigi Ferraris (Sampdoria) ·
Città del Tricolore (Sassuolo) ·
Alberto Picco (Spezia) ·
Olimpico di Torino (Torino) ·
Friuli (Udinese)
Cino e Lillo Del Duca (Ascoli) ·
San Nicola (Bari) ·
Ciro Vigorito (Benevento) ·
Mario Rigamonti (Brescia) ·
Unipol Domus (Cagliari) ·
Pier Cesare Tombolato (Cittadella) ·
Giuseppe Sinigaglia (Como) ·
San Vito-Gigi Marulla (Cosenza) ·
Benito Stirpe (Frosinone) ·
Luigi Ferraris (Genoa) ·
Alberto Braglia (Modena) ·
Renzo Barbera (Palermo) ·
Ennio Tardini (Parma) ·
Renato Curi (Perugia) ·
Garibaldi-Romeo Anconetani (Pisa) ·
Oreste Granillo (Reggina) · 
Paolo Mazza (SPAL) ·
Druso (Südtirol) ·
Libero Liberati (Ternana) ·
Pierluigi Penzo (Venezia)